# Distretto di Moga
Il distretto di Moga è un distretto del Punjab, in India, di 886 313 abitanti. È situato nella divisione di Ferozepur e il suo capoluogo è Moga.